# Audi 920

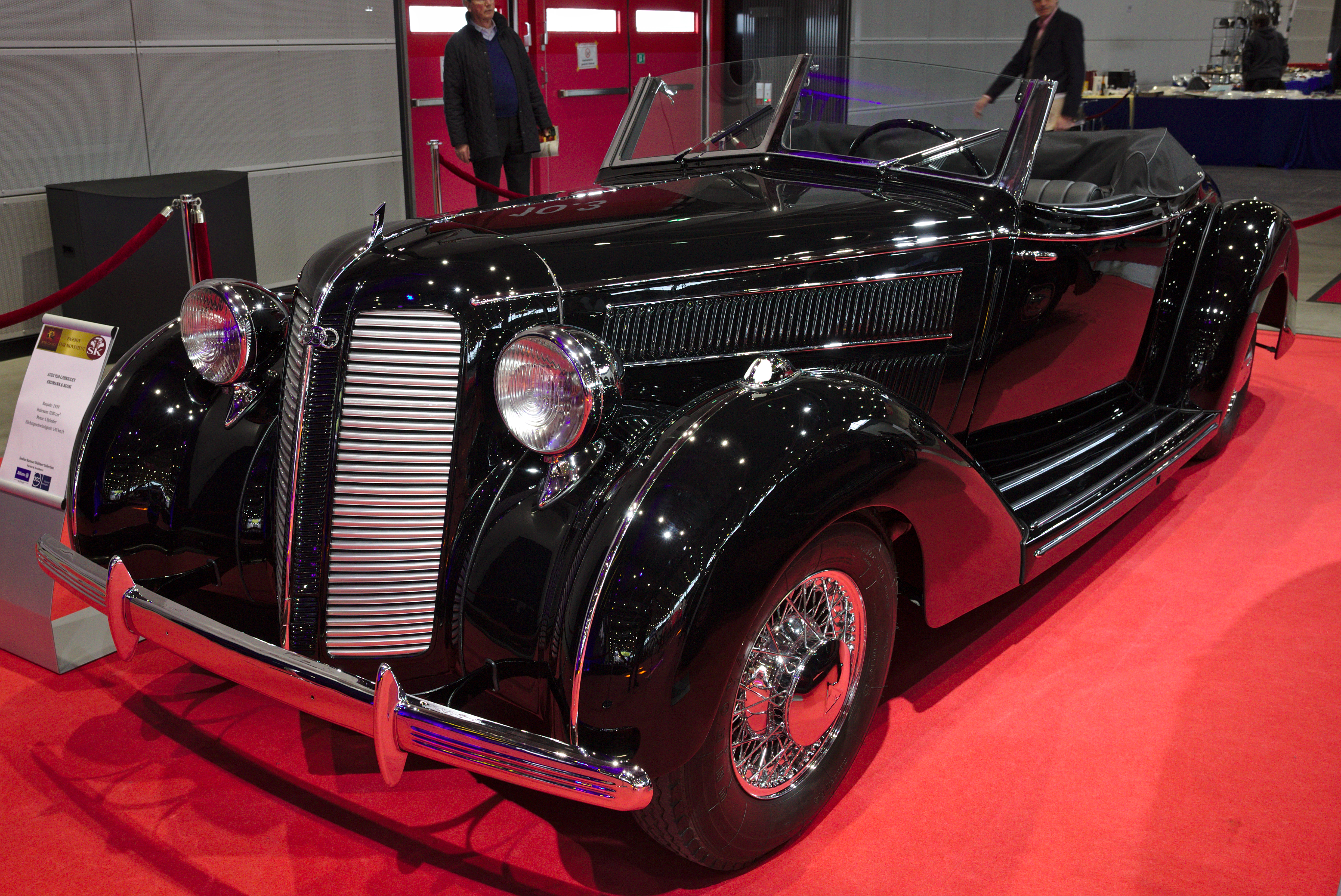
Audi 920 Cabriolet auf den Retro Classics 2018

Der Audi 920 ist ein Pkw der gehobenen Mittelklasse mit Hinterradantrieb, den die zur Auto Union AG gehörende Marke Audi Ende 1938 als Nachfolger des Frontantriebs-Modells Audi 225 auf den Markt brachte.

## Modellgeschichte und Technik
Fahrgestell und Karosserie entsprachen dem Wanderer W 23. Wie den Vorgänger stellte das Werk Horch der Auto Union AG in Zwickau die Audi 920 her. Insgesamt 1.281 Wagen (davon 795 Cabriolets) wurden vom letzten Vorkriegs-Audi von Dezember 1938 bis zur kriegsbedingten Einstellung im April 1940 gebaut.
Der Sechszylinder-Viertaktmotor mit 3,3 Litern Hubraum und einer Leistung von 75 PS (55,2 kW) bei 3000/min war mit einem Solex-Registervergaser bestückt. Der Reihenmotor mit über Königswelle angetriebener obenliegender Nockenwelle basierte auf dem Achtzylindermotor des Horch 850. Ursprünglich sollte der Wagen als kleineres Horch-Modell auf den Markt kommen, die Führung der Auto Union AG entschied jedoch, ihn unter der Marke Audi zwischen den großen Horch- und den kleineren Wanderer-Modellen zu platzieren.
Der Wagen mit Kastenrahmen hat eine hydraulisch betätigte Fußbremse („Öldruckbremse“ von ATE, Lizenz Lockheed) und ein vollsynchronisiertes Viergang-Getriebe mit Schalthebel in der Wagenmitte. Die vorderen Räder sind einzeln an Doppelquerlenkern aufgehängt, der untere Lenker ist die Querblattfeder, der obere betätigt den Stoßdämpfer. Hinten ist eine starre „Schwebeachse“ eingebaut. die von Längslenkern und einer hoch liegenden Querblattfeder geführt wurde. Der Audi 920 war als 4-türige Limousine (6 Fenster) oder 2-türiges Cabriolet (4 Fenster) verfügbar.

## Technische Daten
| Typ 920               | Typ 920                                 |
| --------------------- | --------------------------------------- |
| Baujahre              | 1938–1940                               |
| Aufbauten             | L4, Cb2                                 |
| Motor                 | Reihen-Sechszylinder-Viertakt-Ottomotor |
| Ventilsteuerung       | OHC-Ventilsteuerung (obengesteuert)     |
| Bohrung × Hub         | 87 mm × 92 mm                           |
| Hubraum               | 3281 cm³                                |
| Nennleistung          | 75 PS (55,2 kW) bei 3000/min            |
| Verbrauch             | 16 l/100 km                             |
| Höchstgeschwindigkeit | 130 km/h                                |
| Leergewicht           | 1640–1665 kg                            |
| zul. Gesamtgewicht    | 2005–2030 kg                            |
| Bordspannung          | 12 Volt                                 |
| Länge                 | 4900 mm                                 |
| Breite                | 1720 mm                                 |
| Höhe                  | 1620 mm                                 |
| Radstand              | 3100 mm                                 |
| Spur vorn/hinten      | 1435 mm/1465 mm                         |
| Wendekreis            | 11,5 m                                  |

- L4 = 4-türige Limousine
- Cb2 = 2-türiges Cabriolet